# Dominion (film 2018)
Dominion (ang. Dominion) – australijski film dokumentalny z 2018 roku w reżyserii Chrisa Delforce'a, dotyczący systemowej fizycznej i psychicznej przemocy przemysłu spożywczego (mięsnego, mleczarskiego i jajczarskiego), odzieżowego i rozrywkowego (znęcanie się) oraz kosmetycznego i farmaceutycznego (testowanie na zwierzętach) wobec zwierząt. Zdjęcia, kręcone z ukrycia oraz za pomocą dronów, pochodzą z australijskich ferm i zostały zebrane przez ponad 50 aktywistów (głównymi dziennikarzami śledczymi byli Chris Delforce, Lissy Jayne i Matthew L). Jak deklarują autorzy: obrazy przedstawione w filmie nie są odosobnionymi przypadkami (w oryg. The images contained in this film are not isolated cases).
"Bohaterami" filmu są świnie, kury nioski, brojlery (kurczaki mięsne), indyki, kaczki, krowy, owce, kozy, ryby, króliki, fretki, lisy, psy, konie, wielbłądy, myszy, zwierzęta egzotyczne, foki i delfiny. W rolę narratorów wcielili się Joaquin Phoenix, Rooney Mara, Sia, Sadie Sink, Kat Von D (Katherine von Drachenberg) oraz Chris Delforce. Prapremiera odbyła się 29 marca 2018 w Melbourne, a film za darmo został udostępniony pół roku później w serwisie Youtube 9 października 2018.
Każdy z rozdziałów filmu otwiera krótka informacja – na tle kadru z omawianymi zwierzętami – o celu wykorzystywania tych konkretnych gatunków oraz ewentualnie także o liczbie zabitych zwierząt rocznie w kilku wybranych krajach (Australii, Wielkiej Brytanii, Stanach Zjednoczonych, Nowej Zelandii, Kanadzie i Chinach).
Film otwiera motto:

From beasts we scorn as soulless,

in forest, field and den,

the cry goes up to witness

the soullessness of men.

a zamyka cytat z eseju Fate (pol. Los) Ralpha Waldo Emersona, pochodzący ze zbioru The Conduct of Life (1860):

You have just dined, and however scrupulously the slaughterhouse is concealed in the graceful distance of miles, there is complicity.